# Гислафред от Каркасон
Гислафред (на френски: Guisclafred, Gisclafred, † ок. 821) е от 810 до 821 г. граф на Каркасон в Марка Готия (Септимания).

## Произход
Той е най-възрастният син на граф Бело́ и го последва като граф на Каркасон.
След смъртта му е последван е от по-малкия му брат Олиба I.